# 石河光籌
石河 光籌（いしこ みつかず）は、尾張藩家老、美濃駒塚領主、石河家第7代当主。

## 生涯
延享3年（1746年）、尾張藩家老石河光當の四男として生まれる。安永2年（1773年）、父の死去により家督相続し、美濃駒塚領主となる。安永3年（1774年）、従五位伊賀守に叙任。同年尾張藩家老となる。
文化6年（1809年）4月20日死去。享年64。婿養子に迎えた光豊が早世したため、家督は嫡孫の光茂が相続した。